# 浅野政雄
浅野 政雄（あさの まさお、1911年〈明治44年〉11月5日 - 1998年〈平成10年〉10月19日）は、昭和から平成時代の政治家。大阪府高石市長。高石市名誉市民。

## 経歴
大阪府出身。1932年（昭和7年）東京帝国大学農学実科中退。高石町議、事務総務各課長、参事企画課長、水道事業所長を経て、1967年（昭和42年）以来、高石市長に6選した。また、全国市長会副会長を歴任した。

## 栄典
勲章等
- 1991年（平成3年） - 勲三等瑞宝章[2]